# Coma 5
Coma 5 Traditional – polski zespół jazzu tradycyjnego utworzony przez Leszka Halika w 1963 przy Klubie Pracowników Łączności w Szczecinie.

## Historia

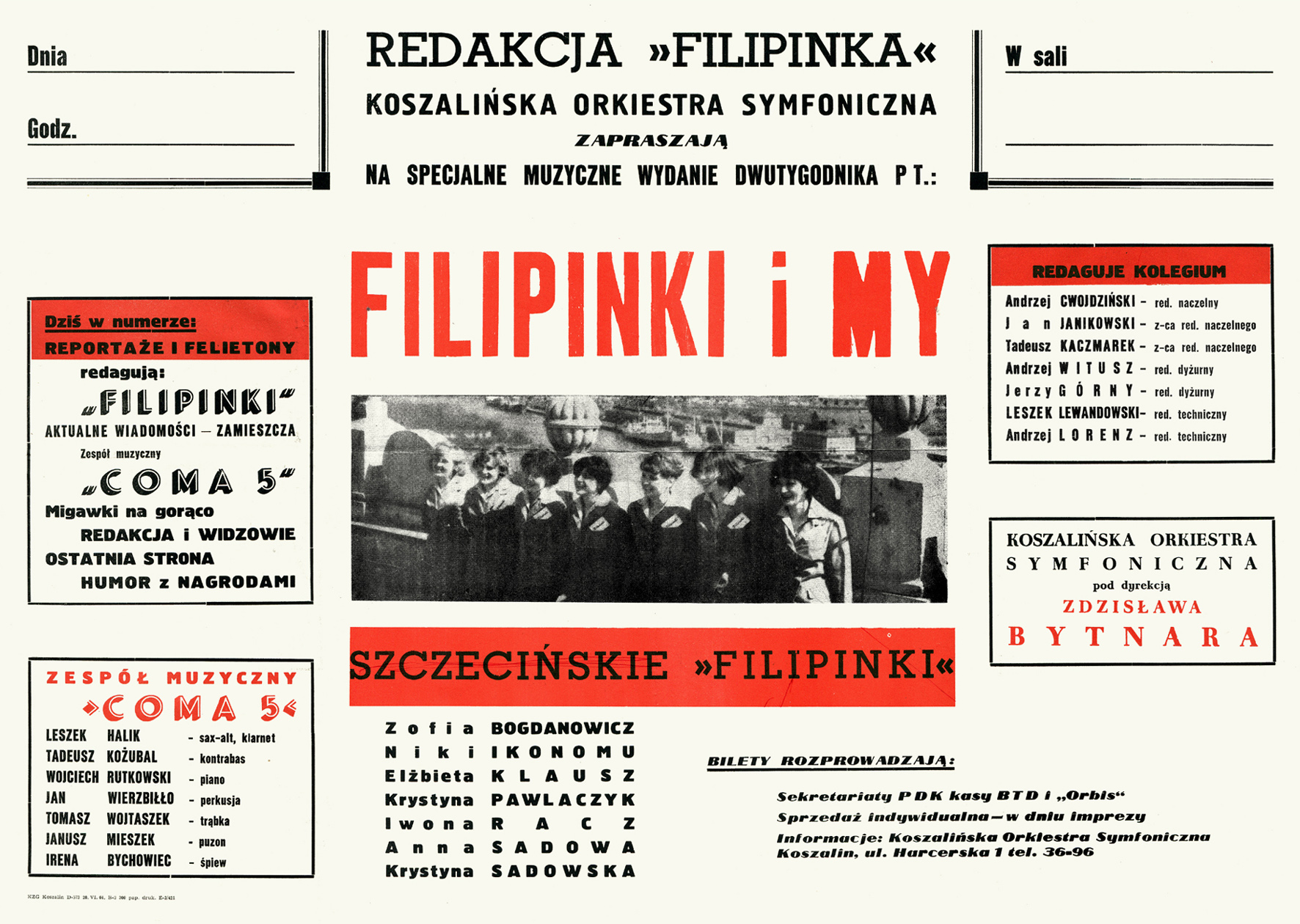
Afisz reklamujący koncerty Filipinek i zespołu Coma 5 w 1964 r.

Pierwszy lokalny sukces grupa odniosła kilka miesięcy później podczas Szczecińskiej Wiosny Orkiestr. Wyróżnienie zaowocowało  w 1964 nawiązaniem współpracy z zespołem Filipinki i podpisaniem kontraktu na wspólne występy obu zespołów pod egidą Koszalińskiej Orkiestry Symfonicznej pod dyrekcją Zbigniewa Bytnara. Coma 5 akompaniował Filipinkom przez niemal rok w trasach koncertowych i podczas nagrań w Radiu Szczecin. Oba zespoły wzięły udział w kilku edycjach popularnej w latach 60. Zgaduj Zgaduli Wacława Przybylskiego i Andrzeja Rokity m.in. z towarzyszeniem Hanki Bielickiej, Ireny Santor i Haliny Kunickiej. Coma 5 akompaniował Filipinkom także podczas ich największego koncertu w 1964 – 7 lipca na toruńskim Tor-Torze, gdy trybuny i płytę stadionu (wówczas jeszcze niezadaszonego i zamienianego w lodowisko tylko w sezonie zimowym) wypełniło ponad 10 tys. widzów.
Po zakończeniu współpracy z Filipinkami zespół Coma 5 nadal występował w Szczecinie w Klubie Łącznościowców oraz w Radio Szczecin. W 1965 zespół zajął II miejsce w kategorii zespołów jazzowych podczas kolejnej edycji Szczecińskiej Wiosny Orkiestr (pierwsze przypadło grupie Dixilenders).

## Muzycy zespołu
- Leszek Halik, absolwent Państwowej Wyższej Szkoły Muzycznej w Poznaniu, klarnet
- Wojciech Rutkowski, absolwent wydziału muzyki Studium Nauczycielskiego, instrumenty klawiszowe
- Janusz Mieszek, absolwent Państwowej Średniej Szkoły Muzycznej w Szczecinie, puzon
- Tomasz Wojtaszek, perkusja
- Leszek Wojnar, absolwent Państwowej Średniej Szkoły Muzycznej w Szczecinie, gitara i banjo
- Tadeusz Kozubal, absolwent Państwowej Średniej Szkoły Muzycznej w Szczecinie, puzon i kontrabas
- Janusz Wierzbiłło, absolwent wydziału muzyki Studium Nauczycielskiego, perkusja

Wojciech Rutkowski i Janusz Wierzbiłło w 1969 dołączyli do zespołu Bez Atu.